# Prionochilus percussus
El picaflores carminoso o pica flor de pecho rojo (Prionochilus percussus) en una especie de ave del género Prionochilus perteneciente a la familia Dicaeidae.

## Distribución y hábitat
Se encuentra en Indonesia, Birmania, Malasia y Tailandia. Sus hábitats naturales son los bosques y manglares tropicales y subtropicales.

## Subespecies
Prionochilus percussus posee tres subespecies:
- Prionochilus percussus percussus.
- Prionochilus percussus ignicapillus.
- Prionochilus percussus regulus.